# Interstate 16
Interstate 16 (I-16), também conhecida como Jim Gillis Historic Savannah Parkway, é uma rodovia interestadual leste-oeste localizada inteiramente no estado norte-americano da Geórgia. Tem a designação oculta de State Route 404 (SR 404) em toda a sua extensão. A I-16 vai desde o centro de Macon, num cruzamento com a I-75 e a SR 540, até ao Centro Histórico de Savannah, na Montgomery Street (saída 167B). Também passa pelas comunidades de Dublin, Metter e Pooler, ou perto delas. A designação não sinalizada da I-16 de SR 404 tem um ramal que está sinalizado em Savannah.
O segmento mais ocidental em Macon faz parte da Fall Line Freeway, uma autoestrada que liga Columbus a Augusta. Este segmento também pode ser incorporado na proposta de extensão oriental da I-14, que atualmente se encontra inteiramente no Texas Central e pode ser estendida até Augusta.
Toda a I-16 está incluída no Sistema Rodoviário Nacional, um sistema de rotas considerado o mais importante para a economia, mobilidade e defesa da nação.